# Gare de Colleret
La gare de Colleret était une gare ferroviaire française, située sur la commune de Colleret (département du Nord).

## Histoire
La gare est la seule gare intermédiaire de la ligne Ferrière-la-Grande - Cousolre.